# The Idiot
| Recensione                | Giudizio       |
| ------------------------- | -------------- |
| Discogs                   |                |
| AllMusic                  |                |
| Blender                   | [ 2 ]          |
| Chicago Tribune           | [ 3 ]          |
| Robert Christgau          | A−             |
| Piero Scaruffi            | [ 5 ]          |
| Rolling Stone Album Guide | [ 6 ]          |
| Ondarock                  | Pietra miliare |

The Idiot è l'album di debutto come solista di Iggy Pop. È uscito il 18 marzo 1977 per l'etichetta discografica RCA, prodotto da David Bowie.

## Il disco
Le atmosfere evocate in questo album di debutto sono malsane e decadenti. Iggy Pop trasmette il senso di alienazione e nichilismo dell'era industriale di fine anni settanta.

### Produzione
La traccia d'apertura dell'album, Sister Midnight, venne composta da Bowie, Pop, e dal chitarrista Carlos Alomar, e provata dal vivo durante il tour di Station to Station all'inizio del 1976. Nel luglio dello stesso anno, al termine del tour, Bowie e Pop si stabilirono al Château d'Hérouville, stesso luogo dove Bowie aveva registrato Pin Ups nel 1973 e dove avrebbe presto lavorato a Low, e iniziarono a mettere insieme il materiale che avrebbe costituito The Idiot. Allo Château incisero insieme al bassista Laurent Thibault, gestore dello studio, e al batterista Michel Santangeli.
Le sedute di registrazione si protrassero in agosto negli studi Musicland di Monaco di Baviera, con il chitarrista Phil Palmer, che trovò stimolante ma inquietante la collaborazione artistica con Bowie e Pop non vedendoli mai durante il giorno ma solo di notte come una sorta di "vampiri" moderni. Le sovraincisioni da parte della sezione ritmica abituale di Bowie formata da Carlos Alomar, Dennis Davis e George Murray, più un missaggio finale da parte di Tony Visconti, ebbero luogo a Berlino agli Hansa Studio 1 (non, come spesso erroneamente riportato nel più grande Studio 2 vicino al muro di Berlino). Data la scarsa qualità dei nastri dell'inciso, il lavoro di post-produzione fu, nelle parole di Visconti, "più un'opera di salvataggio che un missaggio creativo".
A causa degli ambigui e in alcuni casi inesistenti crediti sull'album, nel corso degli anni sono sorte delle questioni circa i reali contributi personali all'album. Anche se la credenza comune vuole che Pop scrisse i testi mentre Bowie compose le musiche sia più o meno corretta, spesso i ruoli si invertivano. La foto di copertina del disco, ispirata all'opera Roquairol di Erich Heckel, viene spesso attribuita a Bowie, ma fu invece scattata da Andy Kent.

### Contenuti
All'epoca della sua pubblicazione, Iggy Pop descrisse The Idiot come un incrocio tra James Brown e i Kraftwerk. Il biografo di Bowie, David Buckley, definì il disco "funky e robotico". L'influenza funk è maggiormente riscontrabile in Sister Midnight, basata su un riff di Carlos Alomar e sul testo edipico di Pop.
Pop, parlando di Bowie, descrisse l'influenza Krautrock di brani quali Nightclubbing come "il mio commento su come era passare il tempo con lui ogni sera nei locali". La traccia fu incisa una notte dopo che gli altri musicisti se ne erano andati dallo studio; Bowie suonò la melodia al piano con l'ausilio di una vecchia drum machine come accompagnamento. Quando Pop si disse soddisfatto del risultato, Bowie protestò dicendo che avevano bisogno di una vera batteria sul pezzo prima di poterlo ritenere completo. Pop insistette per tenere la drum machine, dicendo che era molto meglio. Iggy scrisse il testo in meno di dieci minuti, e Bowie gli suggerì il verso: «walking through the night like ghosts». Il riff della canzone è stato descritto come una citazione nascosta della canzone Rock and Roll di Gary Glitter.
China Girl, originariamente intitolata Borderline, narra la storia di un amore burrascoso ispirato a Kuelan Nguyen, partner del cantante-attore francese Jacques Higelin, che stava anch'egli incidendo allo Château d'Hérouville all'epoca. Lo «Shhh... » della protagonista della canzone, era una diretta citazione della Nguyen quando Pop una sera le aveva confessato i propri sentimenti. Altre canzoni presenti sull'album sono Funtime, un pezzo proto-goth che Bowie disse a Pop di cantare "come fosse Mae West"; Dum Dum Boys, un omaggio/lamento alla ex band di Pop, The Stooges, e Mass Production, uno dei primi esempi di musica industrial elettronica.

## Tracce
- Tutti i brani sono di Iggy Pop e David Bowie, eccetto dove specificato diversamente.

Lato 1
1. Sister Midnight - 4:23 (Iggy Pop, David Bowie e Carlos Alomar)
2. Nightclubbing - 4:18
3. Funtime - 2:53
4. Baby - 3:20
5. China Girl - 5:12

Lato 2
1. Dum Dum Boys - 7:12
2. Tiny Girls - 3:03
3. Mass Production - 8:28

## Formazione

### Formazione attuale
- Iggy Pop – voce, piano in Dum Dum Boys, batteria in China Girl
- David Bowie – tastiere, sintetizzatore, chitarra, piano, sassofono, xilofono, controvoce
- Carlos Alomar – chitarra
- Dennis Davis – batteria
- George Murray – basso, drum machine in Sister Midnight
- Phil Palmer – chitarra
- Michel Santangeli – batteria
- Laurent Thibault – basso, sintetizzatore in Mass Production

### Cast tecnico
- Produttore - David Bowie
- Arrangiatore - David Bowie
- Addetto registrazione - David Bowie
- Tecnico mixaggio - Tony Visconti

## Curiosità
- Quando fu rinvenuto il corpo di Ian Curtis, leader del gruppo post-punk Joy Division, sul suo giradischi stava ancora girando The Idiot.[10]
- La cantante Grace Jones ha fatto una cover di Nightclubbing nell'omonimo album.
- David Bowie ha fatto una cover di China Girl nel suo album Let's Dance del 1983.
- Nightclubbing è presente nella colonna sonora di Trainspotting.